# Daniel Czajkowski
Daniel Czajkowski, född den 11 februari 1978, är en polsk professionell tävlingscyklist. Sedan säsongen 2006 tävlar han för det polska stallet DHL-Author.
Czajkowski blev professionell med Servisco 2001.
Han har vunnit den polska tävlingen Obornikach Wroclaw två gånger, 2006 och 2007.

## Meriter
1999
Frisco - lagtempo, med Marcin Mientki och Grzegorz Krejner
2004
Nocne Kryterium Kolarskie w Mlawie
2005
Etapp 4, Serbien runt
Nocne kryterium o Złoty Pierścień Mławy
2006
Obornikach Wroclaw
2007
Obornikach Wroclaw
Tyskie Kryterium Fiata
Etapp 3, Szlakiem walk mjr. Hubala

## Stall
- 2001 Servisco
- 2002 Servisco-Koop
- 2003 Mikomax-Browar Staropolski
- 2003 Servisco-Koop
- 2004-2005 Grupa PSB
- 2006- DHL-Author